# Арцачена
Арцачена (итал. Arzachena) је насеље у Италији у округу Сасари, региону Сардинија.
Према процени из 2011. у насељу је живело 6199 становника. Насеље се налази на надморској висини од 54 м.

## Становништво
Према резултатима пописа становништва 2011. у општини је живело 11.447 становника.
| 1931. | 1936. | 1951. | 1961. | 1971. | 1981. | 1991. | 2001.  | 2011.  |
| ----- | ----- | ----- | ----- | ----- | ----- | ----- | ------ | ------ |
| 3.749 | 3.782 | 4.269 | 4.618 | 6.157 | 7.998 | 9.435 | 10.730 | 11.447 |

## Партнерски градови
- Ибиза
- Porto-Vecchio
- Шарм ел Шеик